# GSC682-469-1
GSC682-469-1 — хімічно пекулярна зоря спектрального класу B4, що має видиму зоряну величину в смузі V приблизно 12,7.
Вона  розташована на відстані близько 543,6 світлових років від Сонця.

## Пекулярний хімічний вміст
Зоряна атмосфера GSC682-469-1 має підвищений вміст 
He
.